# Rafael Nieto Navia
Rafael Nieto Navia född 5 februari 1938 i Bogotá, död 4 
december 2024, var fil dr i juridik och ekonomi från Universidad Javeriana.
Nieto Navia har varit doktor i folkrätt vid samma universitet, samt professor vid universiteten Santo Tomás, Jorge Tadeo Lozano och Sergio Arboleda. Han var medlem i Kommissionen för utrikespolitik från 1982-1986. . Han var fram till oktober 2011 Colombias ambassadör i Sverige, då han ersattes av fil mag Victoriana Mejía Marulanda.